# Chiquinho Pastor
Chiquinho Pastor, właśc. Francisco de Jesus Fernandes (ur. 21 sierpnia 1946 w Rio de Janeiro  – zm. 14 kwietnia 2010 w São Paulo) – piłkarz brazylijski, występujący podczas kariery na pozycji prawego obrońcy.

## Kariera klubowa
Chiquinho Pastor swoją piłkarską karierę rozpoczął w klubie Botafogo FR w 1968. Z Botafogo zdobył mistrzostwo stanu Rio de Janeiro – Campeonato Carioca w 1968 oraz Taça Brasil w 1968. W latach 1971–1974 występował we CR Flamengo. W barwach rubro-negro zadebiutował 8 sierpnia 1971 w przegranym 0-1 meczu ze Sportem Recife zadebiutował w lidze brazylijskiej. Z Flamengo zdobył mistrzostwo stanu w 1972. Ostatnim klubem w karierze było ponownie Botafogo, w którym zakończył karierę w 1975. W barwach Botafogo 17 września 1975 w wygranym 1-0 meczu z Nacionalem Manaus Rogério po raz ostatni wystąpił w lidze. Ogółem w latach 1971–1975 rozegrał w lidze 63 spotkania.

## Kariera reprezentacyjna
Chiquinho Pastor w reprezentacji Brazylii zadebiutował 27 maja 1973 w wygranym 3-0 towarzyskim meczu z reprezentacją Boliwii. Drugi i zarazem ostatni raz w reprezentacji Chiquinho wystąpił 3 czerwca 1973 w wygranym 2-0 towarzyskim meczu z reprezentacją Algierii.
| Mecze i gole w reprezentacji | Mecze i gole w reprezentacji | Mecze i gole w reprezentacji | Mecze i gole w reprezentacji | Mecze i gole w reprezentacji | Mecze i gole w reprezentacji | Mecze i gole w reprezentacji |
| #                            | Data                         | Miasto                       | Przeciwnik                   | Gol                          | Wynik                        | Rozgrywki                    |
| ---------------------------- | ---------------------------- | ---------------------------- | ---------------------------- | ---------------------------- | ---------------------------- | ---------------------------- |
| 1.                           | 27.05.1973                   | Rio de Janeiro               | Boliwia                      |                              | 3:0                          | towarzyski                   |
| 2.                           | 03.06.1973                   | Algier                       | Algieria                     |                              | 2:0                          | towarzyski                   |